# Indian Head Park
Indian Head Park es una villa ubicada en el condado de Cook en el estado estadounidense de Illinois. En el Censo de 2010 tenía una población de 3809 habitantes y una densidad poblacional de 1.566,2 personas por km².

## Geografía
Indian Head Park se encuentra ubicada en las coordenadas 41°46′6″N 87°53′51″O / 41.76833, -87.89750. Según la Oficina del Censo de los Estados Unidos, Indian Head Park tiene una superficie total de 2.43 km², de la cual 2.41 km² corresponden a tierra firme y (0.85%) 0.02 km² es agua.

## Demografía
Según el censo de 2010, había 3809 personas residiendo en Indian Head Park. La densidad de población era de 1.566,2 hab./km². De los 3809 habitantes, Indian Head Park estaba compuesto por el 92.28% blancos, el 1.68% eran afroamericanos, el 0.08% eran amerindios, el 2.97% eran asiáticos, el 0.03% eran isleños del Pacífico, el 1.34% eran de otras razas y el 1.63% pertenecían a dos o más razas. Del total de la población el 5.09% eran hispanos o latinos de cualquier raza.